# El Iris
El Iris va ser un periòdic menorquí editat a Ciutadella entre 1913 i 1937. El diari, que va sortir per primera vegada l'1 d'abril de 1913, va ser una publicació d'ideologia conservadora i catòlica. Algun autor ha assenyalat que el bisbe Joan Torres i Ribas va ser el fundador del diari. El Iris, que se subtitulava “Diari Catòlic”, va ser una publicació lligada al regionalisme menorquí del Nou-cents. Hi van col·laborar, entre d'altres, Antoni Maria Alcover, Francesc de Borja Moll, Josep M. Ruiz Manent. Durant el període de la Segona República va mantenir una línia editorial propera al tradicionalisme.
Després de l'esclat de la Guerra Civil el diari va ser confiscat, a l'agost de 1936, i va canviar el subtítol pel de Diari Antifeixista. El seu director, Guillem Capó Medina, va ser assassinat. El Iris va continuar editant-se fins a la seva desaparició, el 31 de juliol de 1937.
En 1943 va aparèixer a Ciutadella un setmanari que recuperava l'antiga capçalera.